# 蓬平温泉
蓬平温泉（よもぎひらおんせん）は、新潟県長岡市蓬平町（旧国越後国）にある温泉。「長岡の奥座敷」と称される。

## 泉質
- 単純硫黄冷鉱泉
- アルカリ性単純硫黄冷鉱泉

## 温泉地
商売繁盛の龍の神様で知られる、高龍神社のお膝元の温泉地である。温泉街の入口には大鳥居がある。
蓬莱館福引屋、和泉屋、よもやま館の3軒の旅館が存在し、それぞれが自家源泉をもつ。
日帰り入浴あり（要電話確認）
山々に囲まれ、春先には山菜を使った料理が楽しめる。

## 歴史
1390年の高龍神社創建時の龍神伝説に登場する。最初の旅館ができたのは1869年（明治2年）である。
2004年10月23日に発生した新潟県中越地震にて大きな被害を受け、当地にある温泉旅館が廃業の危機に立たされたことが震災被害の一連の報道の中で取り上げられた。その後3旅館とも営業を再開して今日に至る。
建物被害は大きかったものの、泉質は良い方向の変化が見られ、地震前よりも滑らかでとろみのある湯になったという。
旧山古志村の近くにあり、中越地震の爪痕と復興の様子を観光してから宿に入る人も多い。

## アクセス
- JR長岡駅東口7番線から越後交通バス「長岡駅東口＝村松＝髙龍神社(蓬平) 線」で約30分。終点付近はフリー乗降区間となっているため、各旅館の近くで下車可能[7]。なお、このバスは地震後に一度廃止されたのちに2016年に復活したものである[8]。
  - 同駅から無料送迎バスを運行している旅館もある[9][10]。